# Chusquea cumingii
Chusquea cumingii är en gräsart som beskrevs av Christian Gottfried Daniel Nees von Esenbeck. Chusquea cumingii ingår i släktet Chusquea och familjen gräs. Inga underarter finns listade i Catalogue of Life.

## Bildgalleri

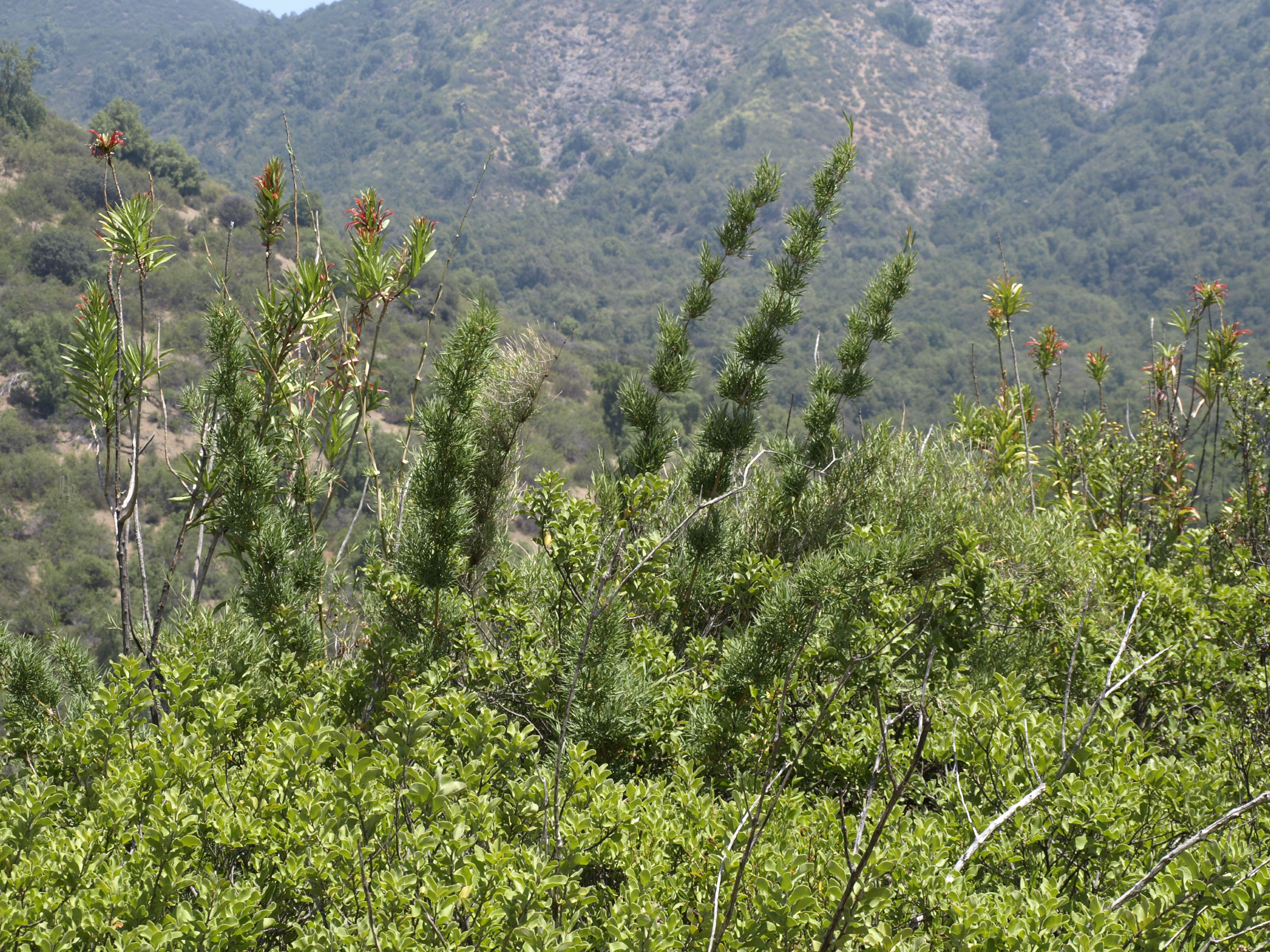
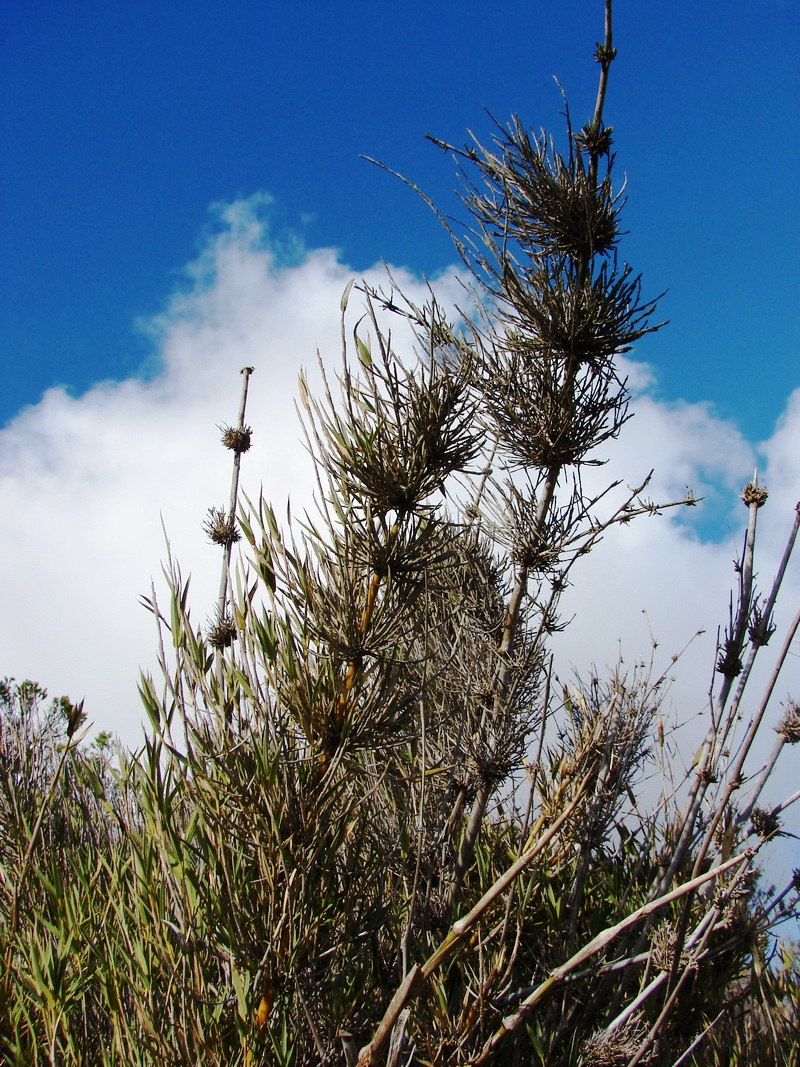
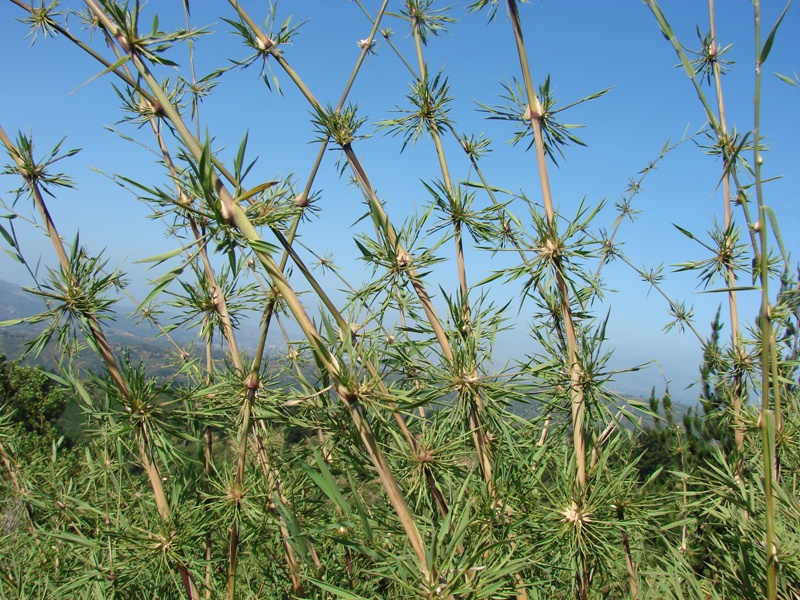
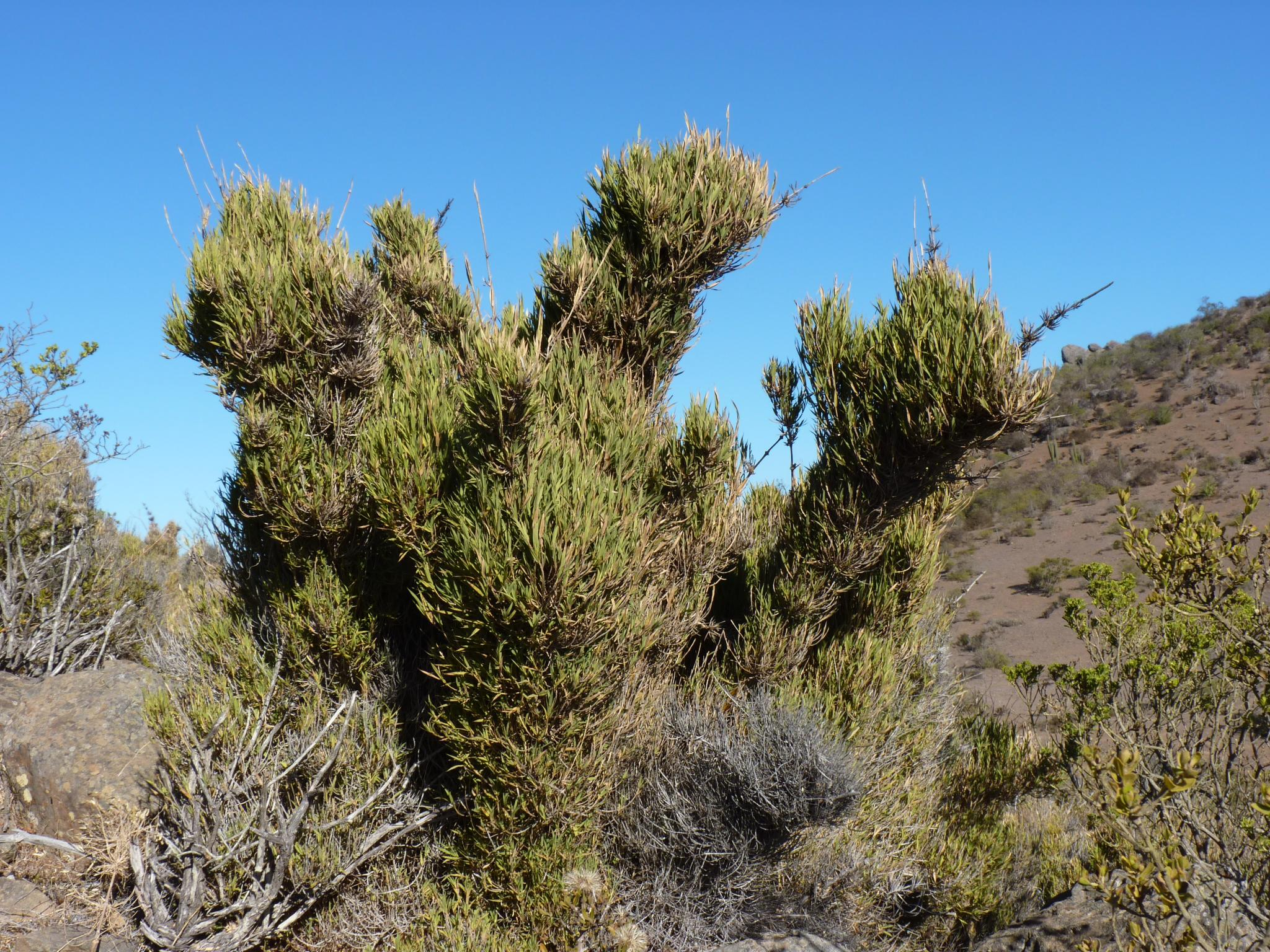